# San Agustín Libertad
San Agustín Libertad är en ort i Mexiko.   Den ligger i kommunen Chilón och delstaten Chiapas, i den sydöstra delen av landet, 800 km öster om huvudstaden Mexico City. San Agustín Libertad ligger 1 021 meter över havet och antalet invånare är 113.
Terrängen runt San Agustín Libertad är huvudsakligen kuperad, men västerut är den bergig. Runt San Agustín Libertad är det glesbefolkat, med 16 invånare per kvadratkilometer. Närmaste större samhälle är Pantelhó, 19,4 km väster om San Agustín Libertad. I omgivningarna runt San Agustín Libertad växer i huvudsak städsegrön lövskog.